# Praqpa Kangri
Le Praqpa Kangri ou Praqpa Ri est un sommet du Pakistan dans le Baltoro Muztagh (Karakoram). Avec 7 134 m d'altitude et 668 m de proéminence, c'est un des plus hauts sommets vierges du monde. Il se situe 2 km au sud du Skil Brum et à 8 km au sud-ouest du K2.
Il possède deux sommets secondaires de plus de 7 000 m, avec une proéminence inférieure à 150 m. Le sommet Nord est aussi vierge, alors que le sommet sud a été gravi en 2017.
| Sommet                             | Altitude (m) | Coordonnées                  | Proéminence |
| ---------------------------------- | ------------ | ---------------------------- | ----------- |
| Praqpa Kangri I                    | 7 134        | 35° 49′ 55″ N, 76° 26′ 00″ E | 668         |
| Praqpa Kangri Nord (ou Nord-Ouest) | 7 096        | 35° 49′ 59″ N, 76° 25′ 33″ E | 136         |
| Praqpa Kangri Sud (ou Sud-Est)     | 7 089        | 35° 49′ 22″ N, 76° 26′ 17″ E | 129         |

En 2016, la Canadienne Nancy Hansen et l'Allemand Ralf Dujmovits firent une tentative par l'arête sud-sud-est jusqu'à 6 300 m avant de renoncer du fait des conditions de neige. Les Chiliens Alejandro Mora et Andres Bosch réussissent le 16 juillet 2017 l'ascension du sommet sud-est par l'arête sud-sud-est, mais renoncent à poursuivre jusqu'au sommet central du fait de la distance et des conditions de l'arête. Cette ascension a été listée parmi les ascensions marquantes de 2017 par les Piolets d'or.